# Zeta Canis Majoris

Câinele Mare

Zeta Canis Majoris (ζ CMa, ζ Canis Majoris) este o stea binară spectroscopică din constelația Câinele Mare. Aceasta are denumirea tradițională Furud sau Phurud, din cuvântul arab ألفرد Al-furud adică unicele cele luminoase.
Aceasta stea, împreună cu δ Col, λ CMa, γ Col, θ Col, κ Col, λ Col, μ Col și ξ Col, au format Al Ḳurūd (ألقرد - al-qird), Maimuțele .
ζ Canis Majoris se află la circa 336 de ani-lumină de Terra.
Componenta primară, ζ Canis Majoris A, este o pitică din secvența principală albastră-albă de tip B cu o magnitudine aparentă de +3,02. Ea posedă un companion invizibil, ζ Canis Majoris B. Cele două stele orbitează în jurul centrului lor de masă în 675 de zile.